# Metropolia greco-ortodossa di Denver

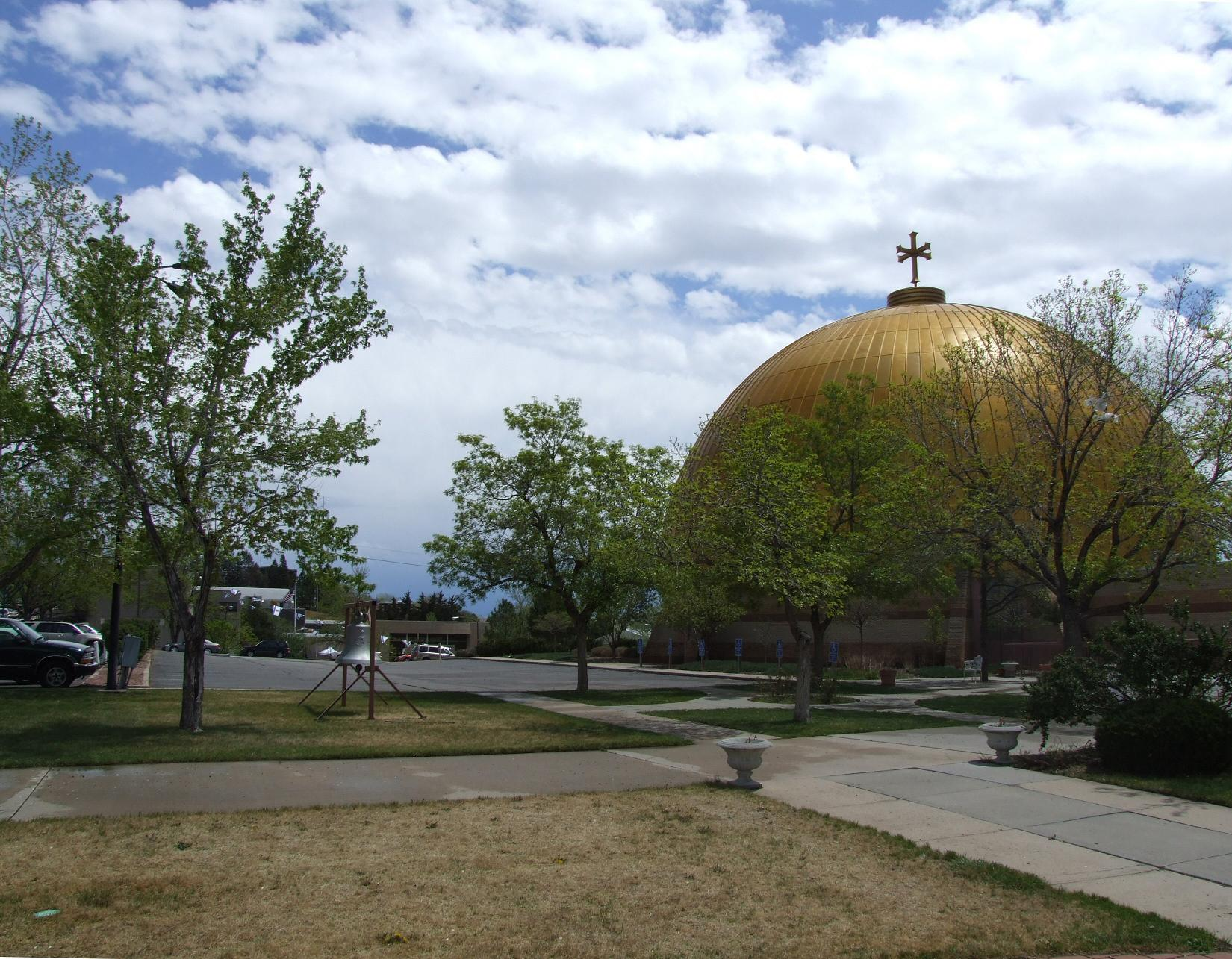
La cattedrale della Dormizione di Maria di Denver.

La metropolia greco-ortodossa di Denver (lingua inglese:Greek Orthodox Metropolis of Denver; lingua greca: Ἱερὰ Μητρόπολις Ντένβερ) è una circoscrizione ecclesiastica dell'arcidiocesi greco-ortodossa d'America sotto la guida spirituale e la giurisdizione del patriarcato ecumenico di Costantinopoli.
Dal 1992 è metropolita di Denver Isaias Chronopoulos.

## Territorio
La metropolia comprende 14 Stati federati degli Stati Uniti d'America: Idaho, Montana, Dakota del Nord, Dakota del Sud, Utah, Wyoming, Colorado, Nebraska, Kansas, Nuovo Messico, Oklahoma, Texas e, in parte, Missouri e Louisiana.
Sede della metropolia è la città di Denver, dove si trova la cattedrale della Dormizione.

## Storia
Nel 1968 fu istituito un distretto arcidiocesano (Archdiocesan district), dell'arcidiocesi greco-ortodossa d'America, retta da un vescovo titolare alle dipendenze dell'arcivescovo di New York. La prima sede distrettuale era New Orleans, poi trasferita a Houston nel 1967 e a Denver nel 1974.
Il 15 marzo 1979, per decisione del Santo Sinodo del patriarcato di Costantinopoli, l'Arcidiocesi greco-ortodossa d'America fu riorganizzata e i distretti arcidiocesani divennero diocesi canoniche. Così il distretto di Denver divenne un'eparchia, che il 20 dicembre 2002 fu elevata al rango di metropolia.

## Cronotassi[1]
- Anthimus Drakonakis † (15 novembre 1983 - 1988 dimesso)
- Isaias Chronopoulos, dal 23 giugno 1992